# Яремчук, Юрий Григорьевич

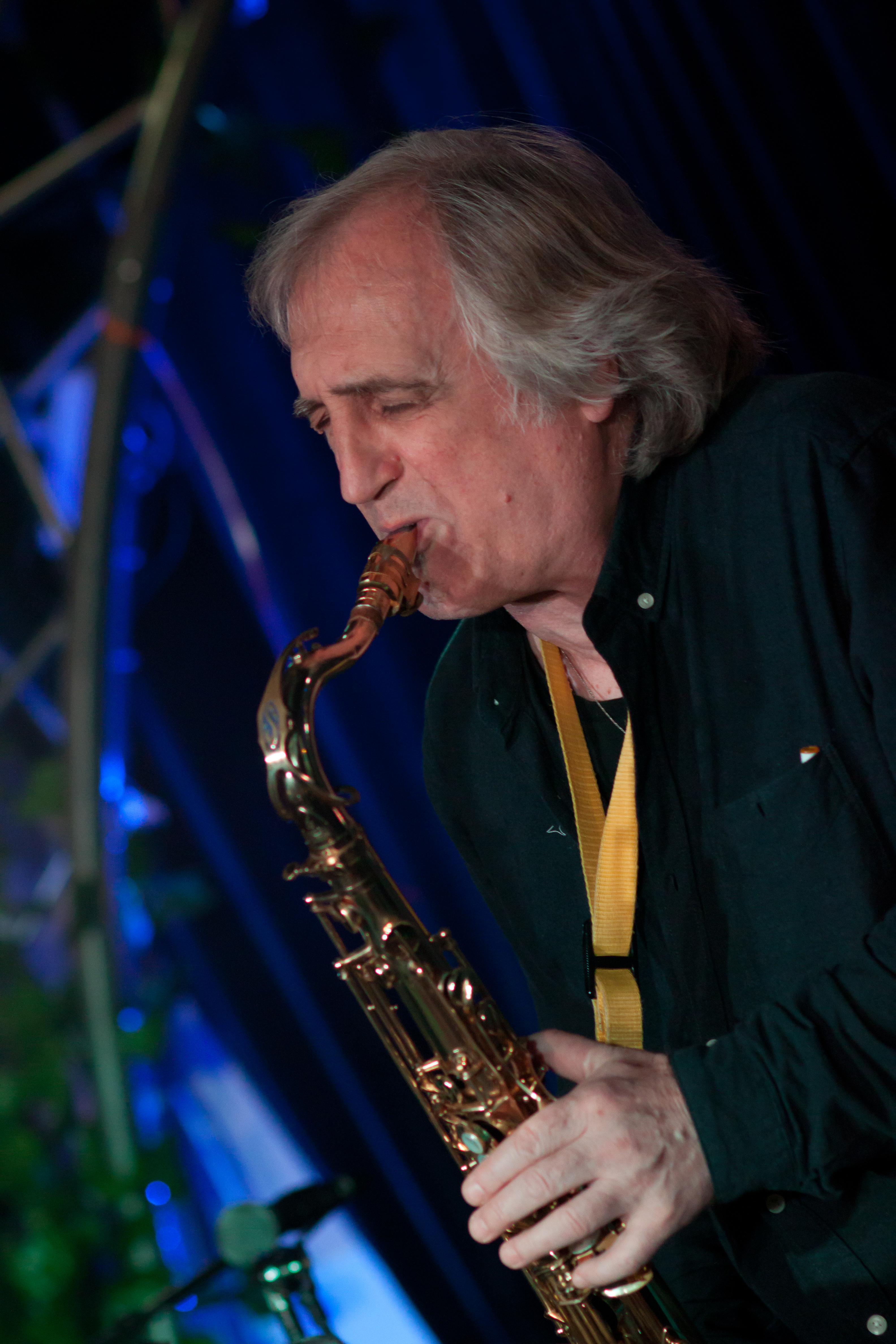
2015 год

Юрий Григорьевич Яремчук (18 июня 1951, Новокузнецк) — украинский музыкант (альт, тенор-, сопрано-саксофонист), художник, поэт. Один из представителей этно-джаза и фри-джаза на Украине.

## Биография
С 1978 по 1980 год учился в Ростовском училище искусств, закончил эстрадно-джазовое отделение по классу саксофона. Играл в биг-бэнде Кима Назаретова.
С конца 1980-х годов работал в ансамбле «Видеоджаз» гитариста Виталия Розенберга. Возглавил во Львове квинтет «Лад», играл в дуэте с киевским гитаристом Александром Нестеровым и входил в «Русско-украинский проект» Сергея Летова.
В середине и конце 1990-х годов сотрудничал с Оркестром московских композиторов, выступал с Михаилом Жуковым, Сергеем Летовым, Аркадием Шилклопером, с группой «Второе приближение» Андрея Разина. Выступал на многих отечественных и зарубежных фестивалях.
Принимает участие в спектакле «Загнанных лошадей пристреливают, не правда ли?» московского театра «Центр драматургии и режиссуры».
Живёт и работает в Москве.

## Дискография
- 1996 — An Italian Love Affair (с оркестром московских композиторов)
- 1998 — Corpus Delicti
- 2000 — «Закрытые горы»
- 2000 — Christophe Rocher
- 2001 — «Дуэты»